# Seqüència de Santa Eulàlia
La Seqüència de Santa Eulàlia és el primer text literari escrit en un romanç diferenciat del llatí. Està dedicada a Santa Eulàlia de Mèrida i s'inspira en un himne del poeta llatí cristià Prudenci, que es pot llegir al Peristephanon. Data de l'any 880 o 881; s'hauria redactat en una zona entre Lieja i Aquisgrà i està copiada en un manuscrit, que actualment està a la biblioteca municipal de Valenciennes. Concretament és el manuscrit 150 de l'esmentada biblioteca, folis 141v. El manuscrit de Valenciennes prové de l'abadia de Saint-Amand sur l'Elnon (Saint-Amand-les-Eaux, departament del Nord) i és de finals del segle IX; conté obres de Gregori de Nazianz traduïdes per Rufí d'Aquileia; en els folis finals, que havien restat buits, s'hi copiaren seqüències i himnes així com el text de Santa Eulàlia i el de la cançó de Lluís. Formalment és una seqüència, o poesia rítmica, que es cantava durant la litúrgia gregoriana.

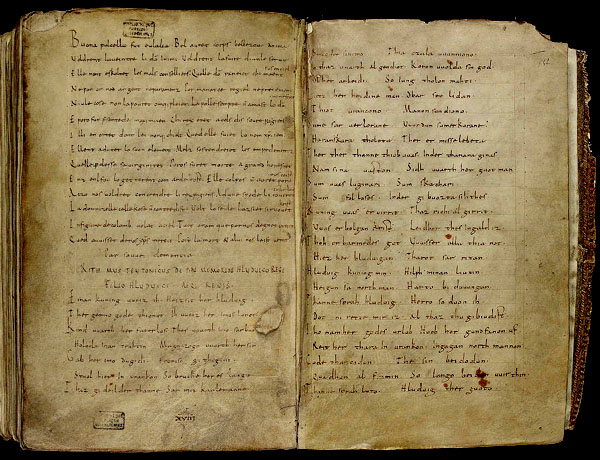
Seqüència de Santa Eulàlia, el primer text literari escrit en un romanç diferenciat del llatí

El text està presumiblement redactat en dialecte picard-való. Fa servir articles: li inimi, lo nom, enl, desconeguts en llatí; mostra que certes vocals finals del llatí ja no es fan servir en la llengua oral, cosa que es posa de manifest en les vacil·lacions de grafia (a, e) en les terminacions femenines: pulcella/ pulcelle. També documenta que en la data de la seva redacció ja s'ha consumat la diftongació de les vocals e,o obertes del llatí vulgar: buona< lat. bona.
Des del punt de vista sintàctic és significativa la primera manifestació del condicional romanç, sostendreiet.

## Text
La Seqüència consta de vint-i-nou versos:
| Text en romanç                                 |  | Adaptació francesa                                   |  | Traducció al català                              |
| ---------------------------------------------- |  | ---------------------------------------------------- |  | ------------------------------------------------ |
| Buona pulcella fut Eulalia.                    |  | Bonne pucelle fut Eulalie.                           |  | Bona donzella fou Eulàlia,                       |
| Bel auret corps bellezour anima.               |  | Beau avait le corps, belle l'âme.                    |  | Bell tenia el cos, i més bella l'ànima.          |
| Voldrent la ueintre li d[õ] inimi.             |  | Voulurent la vaincre les ennemis de Dieu,            |  | Volgueren vèncer-la els enemics de Déu,          |
| Voldrent la faire diaule seruir.               |  | Voulurent la faire diable servir.                    |  | Volgueren fer-la servir al diable.               |
| Elle nont eskoltet les mals conselliers.       |  | Elle, n'écoute pas les mauvais conseillers:          |  | Ella no escolta els mals consellers:             |
| Quelle d[õ] raneiet chi maent sus en ciel.     |  | « Qu'elle renie Dieu qui demeure au ciel ! »         |  | «Que renegui de Déu, que regna al cel!»          |
| Ne por or ned argent ne paramenz.              |  | Ni pour or, ni argent ni parure,                     |  | Ni per or, ni argent, ni paraments,              |
| Por manatce regiel ne preiement.               |  | Pour menace royale ni prière:                        |  | Per amenaça reial ni per precs                   |
| Niule cose non la pouret omq[ue] pleier.       |  | Nulle chose ne la put jamais plier                   |  | Cap cosa la pogué mai plegar                     |
| La polle sempre n[on] amast lo d[õ] menestier. |  | À ce la fille toujours n'aimât le ministère de Dieu. |  | La noia a no amar sempre el servei de Déu.       |
| E por[ ]o fut p[re]sentede maximiien.          |  | Et pour cela fut présentée à Maximien,               |  | I per això fou presentada a Maximilià,           |
| Chi rex eret a cels dis soure pagiens.         |  | Qui était en ces jours roi sur les païens.           |  | Que aleshores era el rei dels pagans.            |
| Il[ ]li enortet dont lei nonq[ue] chielt.      |  | Il l'exhorte, ce dont ne lui chaut,                  |  | Ell l'exhorta, però a ella no li importa,        |
| Qued elle fuiet lo nom xp[ist]iien.            |  | À ce qu'elle fuie le nom de chrétien.                |  | Que abandoni el nom cristià.                     |
| Ellent adunet lo suon element                  |  | Qu'elle réunit son élément [sa force],               |  | Ella ajunta tota la seva força;                  |
| Melz sostendreiet les empedementz.             |  | Mieux soutiendrait les chaînes                       |  | Millor sostindria les cadenes                    |
| Quelle p[er]desse sa uirginitet.               |  | Qu'elle perdît sa virginité.                         |  | Que perdre la virginitat.                        |
| Por[ ]os suret morte a grand honestet.         |  | Pour cela fut morte en grande honnêteté.             |  | Per això fou morta amb gran honestedat           |
| Enz enl fou la getterent com arde tost.        |  | En le feu la jetèrent, pour que brûle tôt:           |  | Al foc la llançaren, perquè cremi aviat          |
| Elle colpes n[on] auret por[ ]o nos coist.     |  | Elle, coulpe n'avait: pour cela ne cuit pas.         |  | Ella culpes no tenia per això no crema pas.      |
| A[ ]czo nos uoldret concreidre li rex pagiens. |  | Mais cela ne voulut pas croire le roi païen.         |  | Això no ho volia creure el rei pagà.             |
| Ad une spede li roueret toilir lo chief.       |  | Avec une épée il ordonna lui ôter le chef:           |  | Amb una espasa ordenà tallar-li el cap           |
| La domnizelle celle kose n[on] contredist.     |  | La demoiselle cette chose ne contredit pas,          |  | La donzella tal cosa no contradiu,               |
| Volt lo seule lazsier si ruouet krist.         |  | Veut le siècle laisser, si l'ordonne Christ.         |  | Vol deixar aquest món, si així ho ordena Crist.  |
| In figure de colomb uolat a ciel.              |  | En figure de colombe, vole au ciel.                  |  | En forma de coloma vola al Cel.                  |
| Tuit oram que por[ ]nos degnet preier.         |  | Tous implorons que pour nous daigne prier,           |  | Tots oram que per nosaltres es digni a pregar    |
| Qued auuisset de nos xr[istu]s mercit          |  | Qu'ait de nous Christ merci                          |  | Que Crist tingui de nosaltres mercé              |
| Post la mort & a[ ]lui nos laist uenir.        |  | Après la mort, et qu'à lui nous laisse venir,        |  | Després de la mort, i que a ell ens deixi acudir |
| Par souue clementia.                           |  | Par sa clémence.                                     |  | Per sa clemència.                                |